# ヨハネス23世 (対立教皇)
ヨハネス23世（Ioannes XXIII (antipapa), 1370年頃 - 1419年12月22日、在位：1410年 - 1415年5月29日）は教会大分裂（シスマ）の時期の対立教皇である。ナポリ出身、本名はバルダッサーレ・コッサ（Baldassarre Cossa）。
当時、ヨハネス23世とローマ教皇グレゴリウス12世（在位：1406年 - 1415年） 、アヴィニョンの対立教皇ベネディクトゥス13世（在位：1394年 - 1417年）の3人の教皇が並び立っていた。

## 生涯
経歴は怪しく、ボローニャ大学で学んだ後海賊、軍人になったとも言われる。ローマ教皇ボニファティウス9世の下でローマ教皇庁へ仕え、1396年に助祭長、1402年に枢機卿に任命され、1403年から1408年にボローニャの教皇特使にも選ばれた。行政手腕があったが出世欲・虚栄心もあったと言われ、ボローニャで不品行な貴婦人の情夫になったとの噂も流れた。
1409年にピサ教会会議で選出されたアレクサンデル5世が翌1410年に急死した後、メディチ家当主ジョヴァンニ・ディ・ビッチの支援でコッサが教皇位に就く。この時も醜聞が流れ、アレクサンデル5世はコッサに殺されたとの噂もあったという。メディチ銀行は教皇庁との取引で莫大な利益を上げ、教皇庁の財務管理を任されて15世紀末までこの立場を保った。同年、ローマ王ループレヒトの死で行われた神聖ローマ帝国のローマ王選挙に介入してジギスムントを支持、翌1411年の選出に力を貸してローマ派のナポリ国王ラディズラーオ1世に対抗した。
ボヘミアではプラハ大司教ズビニェク・ザイーツがプラハ大学学長ヤン・フスを異端と訴え、訴えを聞き入れたヨハネス23世は1410年8月にフスの著書焼却を命令、翌1411年2月にフスを破門した。同年9月、ローマを占領していたラディズラーオを討伐するため十字軍を計画、贖宥状を翌1412年5月にボヘミアへ販売したことがフスらプラハ大学教授陣の猛反発を招き、7月に再度フスを破門、プラハへ聖務停止命令を布告してフスをプラハ退去へと追いやった。一方、1411年5月にルイ2世・ダンジューと共にローマを占拠するが、1413年6月にラディズラーオの軍にローマを追われ、フィレンツェに逃亡した。
ヨハネス23世はジギスムントへ助けを求めたが、教会大分裂の事態を解消する為、公会議召集を望んでいたジギスムントの圧力と交渉で1414年11月、ドイツにコンスタンツ公会議（フスの断罪でも知られる）を召集する。公会議では多数のイタリア人出席者を味方に付けて、自分の立場が再認識されることを期待していたが、公会議が自分の思惑と違う展開に進んでいることに気付くと、ヨハネス23世は1415年3月20日にオーストリア公フリードリヒ4世の手引きでコンスタンツから逃亡した。公会議は一時動揺したがジギスムントが素早く混乱を収め、フリードリヒ4世へ帝国アハト刑を下し、追討軍を差し向けて降伏させた。庇護者を失ったヨハネス23世は5月17日に捕らえられて29日に廃位宣告、公会議で彼を含む3人の教皇は廃位され、1417年に新たにマルティヌス5世が選出された。
ヨハネス23世はこの公会議で異端、聖職売買をはじめ、海賊、殺人、強姦、男色、近親相姦など様々な罪状で告発、4年間拘禁されるが、1419年にジョヴァンニの尽力で釈放された。これらの罪状は恐らく捏造されたものだと考えられている。
釈放後は1419年6月にマルティヌス5世からトゥスコロ司教に任命されるが、同年12月22日、フィレンツェで死去。死後、サン・ジョヴァンニ洗礼堂（フィレンツェ大聖堂に隣接）にジョヴァンニの依頼でドナテッロとミケロッツォ・ディ・バルトロメオが制作したヨハネス23世の墓碑が造られた。碑文に「かつて教皇であったヨハネス23世」と書かれ、かつて正規の教皇であったと思われる曖昧な印象を与える碑文の変更をマルティヌス5世から命じられたがフィレンツェは取り合わず、現在も墓碑と共に残されている。

## 教皇ヨハネスの名
対立教皇ヨハネス23世の死後500年以上に渡って、歴代最多の人数が名乗った教皇ヨハネスの名は使用されないままであった。
この名前のうち、16世はこのヨハネス23世と同じ対立教皇と見做されるが、次のヨハネスが17世を名乗ったために歴代の代数にそのまま組み込まれている。また15・17・18・19世及び16世は、14世と15世との間にもう一人教皇ヨハネスが存在したという11世紀時点での認識に基づき、このヨハネス23世の時代に至るまで一つずつずれて序数計上がされていた。
従ってヨハネス20世という教皇が存在しないまま、この時代に至るまで誤った序数計上が続いていたのである。
1958年、正規の教皇としてヨハネス23世が選出された。この時も序数修正は成されなかった。